# Butterkäse
Butterkäse (hrv. sir od maslaca) je polutvrdi sir od kravljeg mlijeka, popularan u zemljama njemačkog govornog područja.

## Svojstva i okus
Konzistencija sira je polutvrda do tvrda, a okus je blag i blago kiselkast. Izgled je žućkast s vrlo malim rupama ili bez njih.